# Marco Pappa
Marco Pablo Pappa Ponce (ur. 15 listopada 1987 w Gwatemali) – gwatemalski piłkarz występujący na pozycji skrzydłowego, reprezentant Gwatemali.

## Kariera klubowa
Pappa jest wychowankiem Municipalu, z którego w roku 2008 odszedł na półroczne wypożyczenie do amerykańskiego Chicago Fire. Gra Gwatemalczyka usatysfakcjonowała sztab trenerski "Fire" i niedługo potem wykupiono zawodnika na stałe. W 2012 roku przeszedł do sc Heerenveen. W latach 2014–2015 grał w Seattle Sounders FC, a w 2016 trafił do Colorado Rapids.

## Kariera reprezentacyjna
Marco Pappa jest członkiem dorosłej reprezentacji Gwatemali od 2008 roku. Zadebiutował w niej wchodząc z ławki w meczu z USA. Z reprezentacją U-23 pojechał na kwalifikacje do Letnich Igrzysk Olimpijskich 2008, gdzie Gwatemala zajęła 4. miejsce.

### Gole w reprezentacji
| #  | Data                 | Miejsce                        | Przeciwnik | Gol   | Wynik | Zawody                     |
| -- | -------------------- | ------------------------------ | ---------- | ----- | ----- | -------------------------- |
| 1. | 12 października 2008 | Hawana, Kuba                   | Kuba       | 1 – 1 | 1–2   | Eliminacje do MŚ 2010      |
| 2. | 3 marca 2009         | Los Angeles, Stany Zjednoczone | Salwador   | 1 – 0 | 2–1   | Mecz towarzyski            |
| 3. | 14 czerwca 2011      | Harrison, Stany Zjednoczone    | Grenada    | 2 - 0 | 4-0   | Złoty Puchar CONCACAF 2011 |